# 越谷市立新方小学校
越谷市立新方小学校（こしがやしりつ にいがたしょうがっこう）は、埼玉県越谷市北川崎にある公立小学校。

## 沿革
- 1873年 - 船渡学校として開校
- 1889年 - 新方尋常小学校に改称
- 1901年4月1日 - 新方尋常高等小学校に改称
- 1941年4月 - 新方国民学校に改称
- 1947年4月 - 新方村立新方小学校に改称
- 1954年11月 - 越谷町立新方小学校に改称
- 1958年11月 - 越谷市立新方小学校に改称
- 1961年5月 - 越谷市立新方中学校を廃止して越谷市立北中学校を設置
- 1965年6月 - 校章制定
- 1968年3月 - 校歌制定
- 1971年4月1日 - 越谷市立桜井小学校、越谷市立大沢小学校、越谷市立大袋小学校、越谷市立新方小学校、越谷市立増林小学校を分離して越谷市立大沢北小学校を開設
- 1975年 - 校旗制定

## 教育目標
- やさしく
- かしこく
- たくましく[1]

## 通学区域
- 大杉 - 一部
- 大松 - 全域
- 大吉 - 一部
- 北川崎 - 全域
- 船渡 - 一部
- 向畑 - 全域[2]